# Orbital Sciences Corporation
Orbital Sciences Corporation (OSC, cunoscută și ca Orbital) a fost o companie americană multinațională specializată în producerea și lansarea sateliților artificiali. În 2015, a fuzionat cu Alliant Techsystems, rezultând firma Orbital ATK.

## Istoric
Compania a fost înființată în 1982 de David Thompson, Bruce Ferguson și Scott Webster. În 1990 Orbital a efectuat cu succes opt misiuni spațiale, evidențiate de lansarea rachetei Pegasus, iar în 2006 a realizat misiunea cu numărul 500.

## Zone de facilități primare
- Dulles, Virginia
- Chandler, Arizona
- Orange County, California
- Beltsville, Maryland
- Greenbelt, Maryland
- Vandenberg Air Force Base, California
- Wallops Flight Facility, Virginia
- Gilbert, Arizona

## Produse

### Reaprovizionări pentru Stația Spațială Internațională
- Commercial Orbital Transportation Services (COTS) - demonstrația misiunii de aprovizionare la ISS: debutul navei spațiale Cygnus și a vehiculului de lansare Antares
- Commercial Resupply Services (CRS) - contract de 1,9 miliarde USD cu NASA pentru 8 misiuni de realimentare Cygnus/Antares la ISS[4]

### Vehicule experimentale
- X-34 - demonstrator de vehicule de lansare reutilizabil
- DART Rendezvous Vehicle
- Hyper-X
- Orbital Space Plane

### Sisteme de apărare anti-rachetă și vehicule țintă balistice

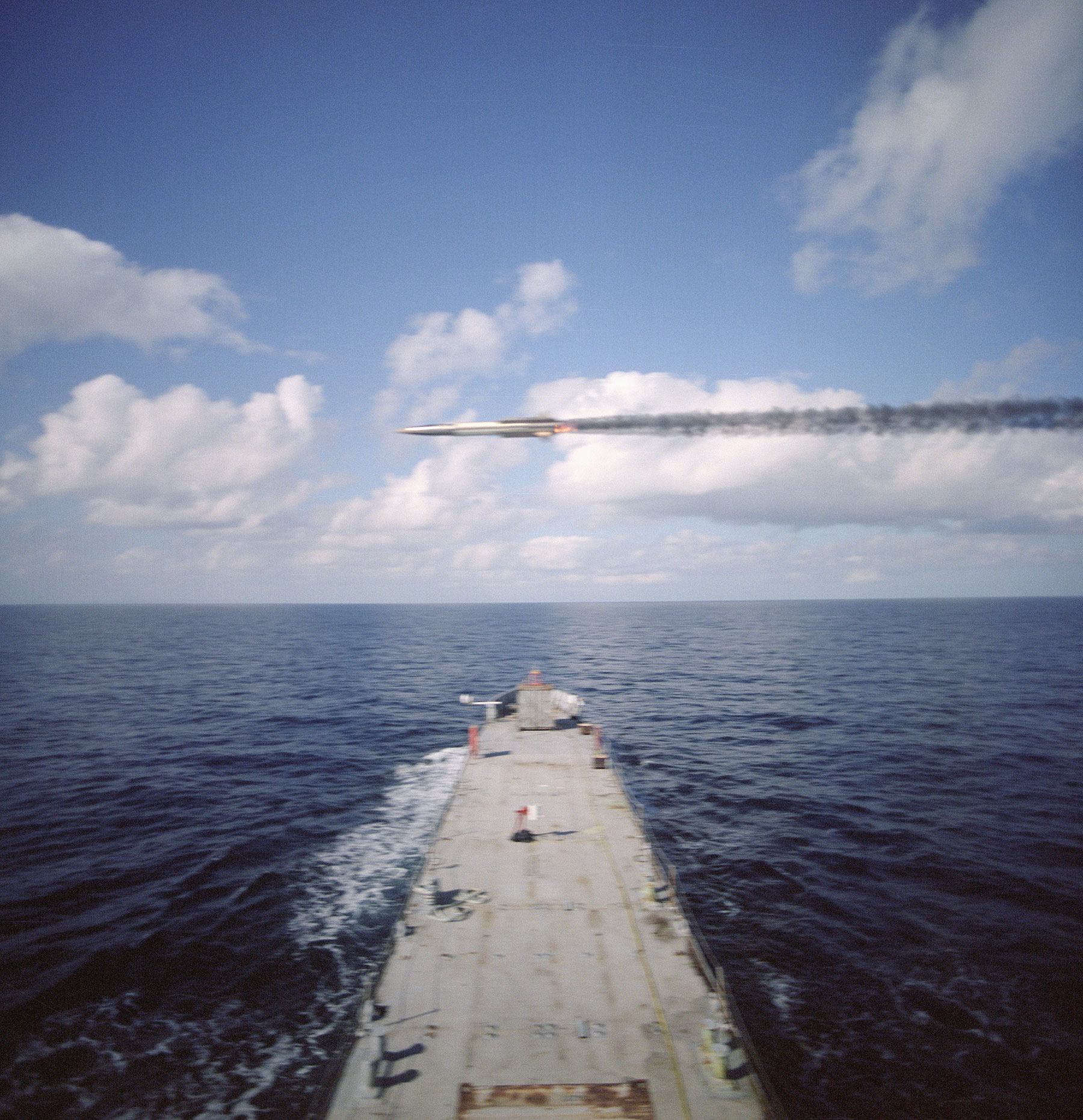
GQM-163A Coyote zboară deasupra navei de observare a Marinei americane în timpul unui test de rutină.

- Ground-Based Midcourse Defense (GMD) Orbital Boost Vehicle (OBV) pentru Missile Defense Agency (MDA) din SUA
- Kinetic Energy Interceptor (KEI)
- GQM-163A Coyote Supersonic Sea-Skimming Target (SSST)
- Target Test Vehicle (TTV)
- Minotaur II
- Minotaur III

### Sateliți de imagistică și apărare
- ORBCOMM Fleet
- OrbView-2
- Landsat 4
- Landsat 5
- Tri-Service-Experiments mission 5 (TSX-5)
- MightySat II.1
- OrbView-4 (lansare eșuată)
- OrbView-3
- Near Field Infrared Experiment (NFIRE)
- Communication/Navigation Outage Forecasting System (C/NOFS)
- GeoEye-1

### Sateliți științifici și de mediu

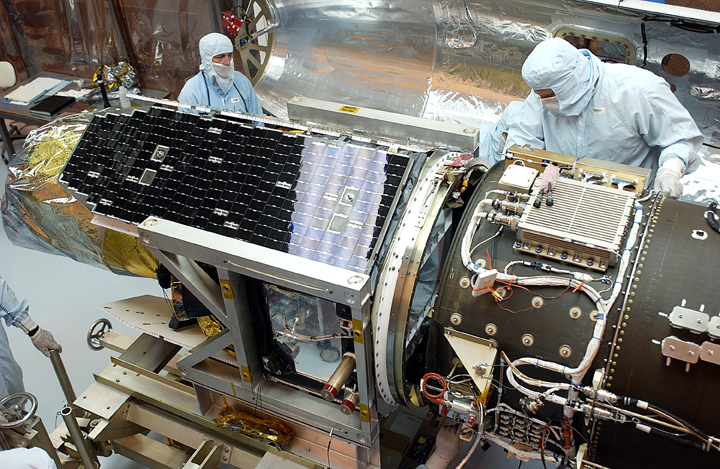
Sonda GALEX este cuplată la vehiculul de lansare al rachetei Pegasus.

- Active Cavity Radiometer Irradiance Monitor Satellite (ACRIMSAT)
- Solar Radiation and Climate Experiment (SORCE)
- Galaxy Evolution Explorer (GALEX)
- Demonstration for Autonomous Rendezvous Technology (DART)
- FORMOSAT-3/COSMIC
- Aeronomy of Ice in the Mesosphere (AIM)
- Fermi Gamma-ray Space Telescope
- Orbiting Carbon Observatory (OCO) (lansare eșuată)
- Space Technology 8 (ST8) (anulată)
- Glory (lansare eșuată)
- Nuclear Spectroscopic Telescope Array (NuSTAR)
- Landsat Data Continuity Mission (LDCM) (în dezvoltare/producție)
- Orbiting Carbon Observatory 2 (OCO2) (în dezvoltare/producție)
- Gravity and Extreme Magnetism SMEX (GEMS) (în dezvoltare/producție)
- Ice, Cloud, and Land Elevation Satellite 2 (ICESat-2) (în dezvoltare/producție)

## Sateliți geostaționari
Platforma STAR 2
La Facilitatea de Producție a Sateliților (FPS) din Dulles, Virginia, Orbital construiește sateliți de comunicație geostaționari de dimensiune medie pe platforma STAR 2.
| - IndoStar-1 - BSAT-2a - BSAT-2b - BSAT-2c - N-Star c - Galaxy 12 - Galaxy 14 - Galaxy 15 - TELKOM-2 - Optus D1 - Optus D2 - Optus D3 - Intelsat 11 | - Horizons-2 - Thor 5 - AMC-21 - NSS-9 - MEASAT-3a - Intelsat 15 - Intelsat 16 - KOREASAT 6 - Intelsat 18 - New Dawn - SES-1 - SES-2 - SES-3 | - HYLAS 2 - Intelsat 23 - Star One C3 - Azerspace/Africasat-1a - Mexsat Bicentenario - SES-8 (în dezvoltare/producție) - Thaicom 6 (în dezvoltare/producție) - Amazonas 4A (în dezvoltare/producție) - Amazonas 4B (în dezvoltare/producție) |

### Sonde planetare
- Dawn
- Interstellar Boundary Explorer (IBEX)

## Baze de lansare
- Vandenberg Air Force Base (VAFB) în California
- Cape Canaveral Air Force Station (CCAS) în Florida
- Wallops Flight Facility (WFF) în Virginia
- Kodiak Launch Complex în Alaska
- Edwards Air Force Base în California
- Kwajalein Atoll în Insulele Marshall
- Insulele Canare în Spania
- Pacific Missile Range Facility (PMRF) în Hawaii

## Parteneriate
- Aerojet
- Alliant Techsystems (ATK)
- The Boeing Company
- Lockheed Martin
- Mid-Atlantic Regional Spaceport
- Thales Alenia Space
- Yuzhnoye Design Bureau
- Yuzhmash